# Magdelainella ravasinii
Magdelainella ravasinii es una especie de escarabajo del género Magdelainella, familia Leiodidae. Fue descrita por Müller, G. en 1922. Se encuentra en Albania.